# Matej Potočnik
Matej Potočnik, slovenski kamnosek, deloval v Ljubljani od 1656 do 1706.
Matej Potočnik je deloval v Ljubljani. Omenja se 1656, 1662, 1663, 1683 pri manj pomembnih delih, 1684 dela pri novem vodnjaku pod mestno hišo, 1685 pri vodnjaku na Starem trgu v Ljubljani. Omenja se tudi 1687 in 1700 in 1706, ko je že v seznamu ljubljubljanskih  meščanov.